# Planta solar Fuente Álamo
La centrale fotovoltaica di Fuente Álamo (in spagnolo planta solar Fuente Álamo) è una centrale elettrica fotovoltaica situata a Fuente-Álamo de Murcia, in Spagna. Copre un'area di 62 ettari, ha una capacità di 26 MW e produrrà 44 000 MWh, l'equivalente domanda energetica di 13 000 abitazioni.
La Gestamp Corporation ha investito circa 200 milioni di euro nella costruzione della centrale.
La centrale produrrà 70 MW/m2 ogni ora, il 16.67% in più rispetto alla centrale di Beneixama.